# آرامگاه سید غلام رسول

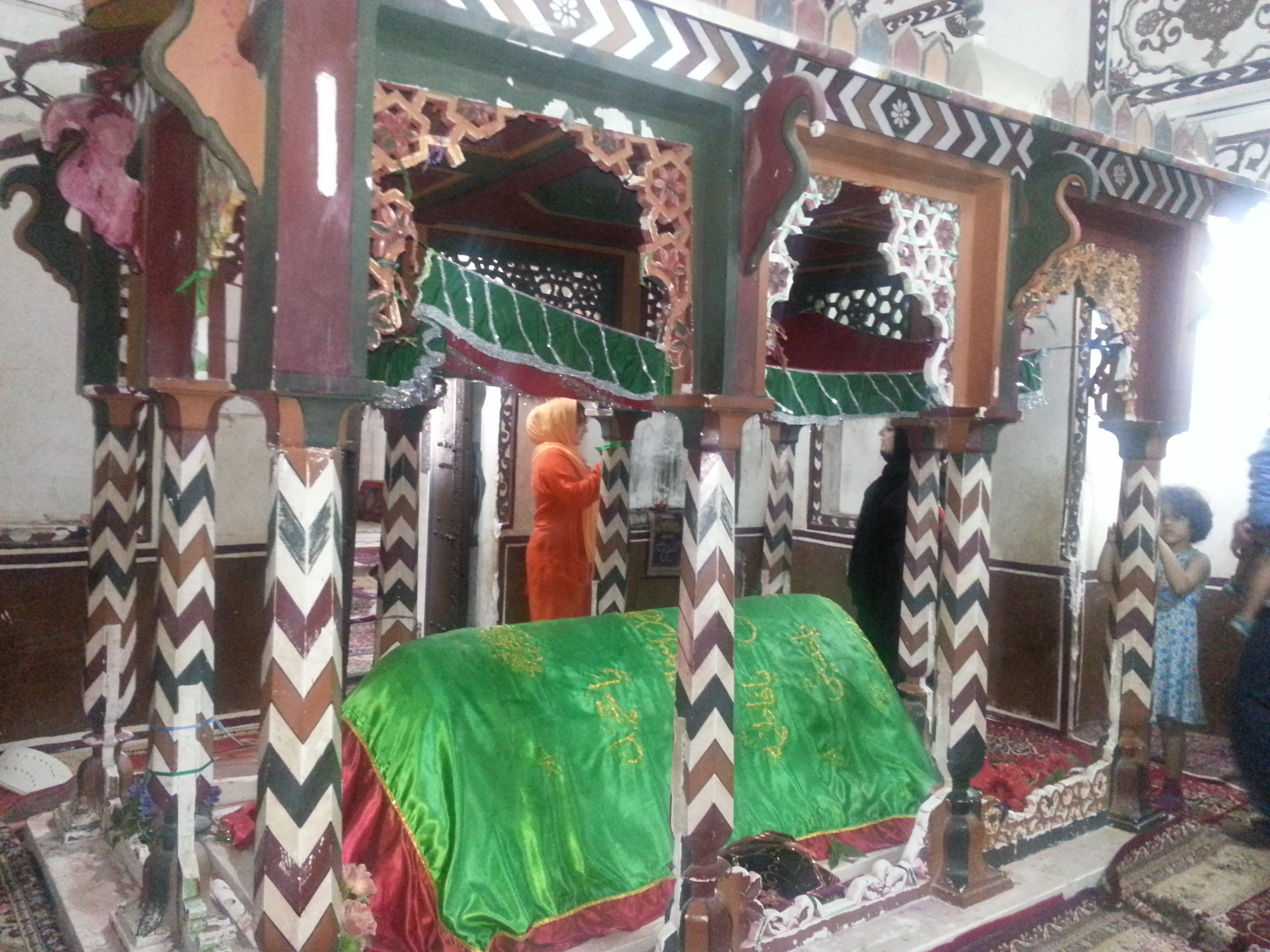
بقعه سید غلام رسول در چابهار

آرامگاه سید غلام‌رسول در پنج کیلومتری شمال غربی چابهار قرار دارد. شماره ثبت ملی آن ۱۵۵۹/۳ است. قدمت آن به سال ۴۶۵ ه.ق بازمی‌گردد. این آرامگاه با دیواره‌های سفید رنگ به سبک معماری هندی که دروازه ورودی آن در ضلع غربی بنا واقع گردیده‌است. پس از درب ورودی صحن بزرگ حیاط مشاهده می‌شود امامزاده در ضلع غربی حیاط واقع گردیده‌است. بر پیشانی ورودی بنا تزئینات نقاشی الوان با طرحهای نقوش ستاره‌های مشبک وجود دارد. ظاهراً نمای دور تا دور داخل ساختمان دارای نقاشی بوده‌است و کلمات لا اله الا الله، یا محمد یا علی و... نقاشی از گل در دیوارها جلب توجه می‌کند. فرم آن طوری است که نشان می‌دهد این اثر در روزگار سلجوقی ساخته شده و در دوره صفویه نیز طرح‌های نقاشی بر روی دیوارها تعبیه گشته‌است.
روبروی آرامگاه صفحه‌ای به بلندی یک متر و چهار پله قرار دارد که بر روی آن آرامگاه واقع شده‌است. در قسمت شرقی صفحه آرامگاه (آرامگاه) یک پیشخوان با سقف تیرهای چوبی و حصیری و چند ستون چوبی است. که با پنج پله به حیاط متصل می‌شود.
پیشخوان پیشینهٔ چندانی ندارد، ساقه گنبد استوانه‌ای است و سقف گنبد از درون با گچ سفید شده و بنا کاملاُ یک بنای خاص ایرانی و از معماری سلجوقی الهام گرفته‌است. آرامگاه در میان بنا واقع گردیده و بر روی آن یک صندوقچه و بالای آن یک جعبه چوبین با تزئینات مختلف هندسی قرار دارد، گورستان در سوی شرق بنا قرار دارد.
نام اصلی سید غلام‌رسول شیعه مذهب بوده و در گذشته مورد توجه مسلمانان هندی بوده و این توجه باعث شده که بنا در دوره‌های بعدی تحت تأثیر معماری هندی قرار گیرد. طبق روایات در سفری به چابهار تصمیم داشته که زن چابهاری اختیار کند. برای تدارک چنین منظوری مشغول می‌شود. اما در شب عروسی دچار کسالت می‌گردد به گونه‌ای که در بستر مرگ می‌افتد و چون مورد توجه مردم بوده و در دم مرگ به آن‌ها وصیت می‌کند که پس از مرگ سوگواری نکنند و در عوض مدت ۱۰ شبانه روز بر سر قبرش شادی کنند تا روحش شاد شود.
این مراسم هر ساله از ۱۵ ذی‌القعده به مدت ۱۰ روز بر پا می‌گردد و در این مراسم عده زیادی از مردم چابهار و مناطق همجوار شرکت می‌کردند (اکنون دیگر چنین مراسمی برگزار نمی‌شود).
در مراسم جشن و پای کوبی مردم چابهار و خصوصاً مردم آفریقایی‌تبار (سیاهپوستان) در صبح روز اول و دوم حیاط آرامگاه توسط زنان جارو زده می‌شود و مردها با لباس پاکیزه به فراهم کردن بساط جشن می‌پرداختند، و هنگامی که آفتاب طلوع می‌کرد ساز و دهل می‌نواختند. قوالان پاکستانی، رقاصان هندی و خوانندگان سیاه و مهمان‌نوازان بلوچ به هر طریقی در این شادی خدمت می‌کردند و این مراسم به مدت ۱۰ روز در ۳ نوبت صبح، عصر و شامگاه اجرا می‌شد.
زنان کهنسال به درون آرامگاه می‌رفتند تا شفا دردمندان و نیات دیگران را بخواهند در حالی که در این زمان مردان در بیرون محوطه پیشخوان به ساز و دهل مشغول بودند و چند زن جوان به رقصیدن می‌پرداختند و زنان پیر در درون حرم به دعا مشغول می‌شدند تا سال دیگر در مراسم جشن عروسی سیدغلام‌رسول شرکت کنند.
در کتاب فرهنگ مردم بلوچ نوشته عبدالله ناصری آمده‌است: «در مورد صاحب مزار دو عقیده وجود دارد یکی آنکه معتقدند این مزار از آن عارف وارسته و مرد حقی است به نام سید عبدالرسول و این زیارتگاه مردم شیعه چابهار است و افراد غیر شیعه هم از شیعه‌های این سرزمین پیروی می‌کنند. بعضی دیگر بر این باورند این مزار یک (لوطی) است مطرب‌های دوره‌گرد را لوطی می‌نامند.
اما گویند صاحب این آرامگاه شب عروسیش فوت نموده و هر ساله معتقدین به او در سالروز مرگش که در روز آخر ماه ذی‌القعده به مدت ۷ روز با ساز و دهل و آوازخوانی و رقص و پای کوبی می‌کنند. این مراسم به دو جهت انجام می‌شود. یکی این که لوطی فوت شده چون عمرش را به مطربی و شاد کردن مردم گذرانده وصیت کرده که پس از مرگش نیز در کنار مزارش رقص و پای کوبی و در حقیقت مراسم شادی بر پا شود. و خواسته‌است تأثیر وجود خود را در شادمانی مردم پس از مرگش نیز حفظ کند. دیگر اینکه این شخص که در شب عروسیش فوت کرده بسیار مجرب و مورد توجه افراد طائفه اش بوده و چون عروسی نافرجامی داشته و حسرت بگور برده‌است. دوستدارانش هر ساله در سالروز مرگش برای او جشن عروسی می‌گیرند و یاد عروسی او را زنده می‌دارند. البته چون پیروان صاحب مزار شیعه مذهب هستند در ماه محرم نیز مراسم سوگواری و روضه‌خوانی در این آرامگاه بر پا می‌شود.»